# Alvas Powell
Alvas Elvis Powell (Danvers Pen, 18 luglio 1994) è un calciatore giamaicano, difensore del FC Cincinnati.

## Statistiche

### Presenze e reti nei club
Statistiche aggiornate al 9 novembre 2024.
| Stagione                | Squadra                 | Campionato              | Campionato | Campionato | Coppe nazionali | Coppe nazionali | Coppe nazionali | Coppe continentali | Coppe continentali | Coppe continentali | Altre coppe | Altre coppe | Altre coppe | Totale | Totale |
| Stagione                | Squadra                 | Comp                    | Pres       | Reti       | Comp            | Pres            | Reti            | Comp               | Pres               | Reti               | Comp        | Pres        | Reti        | Pres   | Reti   |
| ----------------------- | ----------------------- | ----------------------- | ---------- | ---------- | --------------- | --------------- | --------------- | ------------------ | ------------------ | ------------------ | ----------- | ----------- | ----------- | ------ | ------ |
| gen.-giu. 2013          | Portmore Utd            | PL                      | 10         | 0          |                 | -               | -               |                    | -                  | -                  | CFU         | 2           | 0           | 12     | 0      |
| giu.-nov. 2013          | Portland Timbers        | MLS                     | 5          | 0          | USOC            | 1               | 0               |                    | -                  | -                  |             | -           | -           | 6      | 0      |
| gen.-mag. 2014          | Portland Timbers        | MLS                     | 7          | 0          | USOC            | 0               | 0               |                    | -                  | -                  |             | -           | -           | 7      | 0      |
| mag.-ago. 2014          | Sacramento Republic     | USL                     | 3          | 0          | USOC            | 0               | 0               |                    | -                  | -                  |             | -           | -           | 3      | 0      |
| ago.-nov. 2014          | Portland Timbers        | MLS                     | 8          | 2          | USOC            | 0               | 0               | CCL                | 1                  | 0                  |             | -           | -           | 9      | 2      |
| 2015                    | Portland Timbers        | MLS                     | 31+6       | 0          | USOC            | 1               | 0               |                    | -                  | -                  |             | -           | -           | 38     | 0      |
| 2016                    | Portland Timbers        | MLS                     | 23         | 0          | USOC            | 0               | 0               | CCL                | 3                  | 0                  |             | -           | -           | 26     | 0      |
| 2017                    | Portland Timbers        | MLS                     | 23+2       | 2+0        | USOC            | 0               | 0               |                    | -                  | -                  |             | -           | -           | 25     | 2      |
| 2018                    | Portland Timbers        | MLS                     | 24+3       | 2+0        | USOC            | 1               | 0               |                    | -                  | -                  |             | -           | -           | 28     | 2      |
| Totale Portland Timbers | Totale Portland Timbers | Totale Portland Timbers | 121+11     | 6+0        |                 | 3               | 0               |                    | 4                  | 0                  |             | -           | -           | 139    | 6      |
| 2019                    | FC Cincinnati           | MLS                     | 13         | 0          | USOC            | 0               | 0               |                    | -                  | -                  |             | -           | -           | 13     | 0      |
| 2020                    | Inter Miami             | MLS                     | 3+1        | 0          |                 | -               | -               |                    | -                  | -                  | MiB         | 1           | 0           | 5      | 0      |
| gen.-apr. 2021          | Al-Hilal Omdurman       | PL                      | 0          | 0          |                 | -               | -               | CCL                | 1                  | 0                  |             | -           | -           | 1      | 0      |
| giu.-nov. 2021          | Philadelphia Union      | MLS                     | 5+2        | 0          |                 | -               | -               | CCL                | 1                  | 0                  |             | -           | -           | 8      | 0      |
| 2022                    | FC Cincinnati           | MLS                     | 28+2       | 0          | USOC            | 2               | 0               |                    | -                  | -                  |             | -           | -           | 32     | 0      |
| 2023                    | FC Cincinnati           | MLS                     | 25+2       | 0          | USOC            | 5               | 0               |                    | -                  | -                  | LC          | 3           | 0           | 35     | 0      |
| 2024                    | FC Cincinnati           | MLS                     | 20+3       | 0          |                 | -               | -               | CCC                | 3                  | 1                  | LC          | 2           | 0           | 28     | 1      |
| Totale FC Cincinnati    | Totale FC Cincinnati    | Totale FC Cincinnati    | 86+7       | 0          |                 | 7               | 0               |                    | 3                  | 1                  |             | 5           | 0           | 108    | 1      |
| Totale carriera         | Totale carriera         | Totale carriera         | 249        | 6          |                 | 10              | 0               |                    | 9                  | 1                  |             | 8           | 0           | 276    | 7      |

### Cronologia presenze e reti in nazionale
| Cronologia completa delle presenze e delle reti in nazionale ― Giamaica | Cronologia completa delle presenze e delle reti in nazionale ― Giamaica | Cronologia completa delle presenze e delle reti in nazionale ― Giamaica | Cronologia completa delle presenze e delle reti in nazionale ― Giamaica | Cronologia completa delle presenze e delle reti in nazionale ― Giamaica | Cronologia completa delle presenze e delle reti in nazionale ― Giamaica | Cronologia completa delle presenze e delle reti in nazionale ― Giamaica | Cronologia completa delle presenze e delle reti in nazionale ― Giamaica |
| Data                                                                    | Città                                                                   | In casa                                                                 | Risultato                                                               | Ospiti                                                                  | Competizione                                                            | Reti                                                                    | Note                                                                    |
| ----------------------------------------------------------------------- | ----------------------------------------------------------------------- | ----------------------------------------------------------------------- | ----------------------------------------------------------------------- | ----------------------------------------------------------------------- | ----------------------------------------------------------------------- | ----------------------------------------------------------------------- | ----------------------------------------------------------------------- |
| 10-12-2012                                                              | North Sound                                                             | Giamaica                                                                | 0 – 0                                                                   | Martinica                                                               | Coppa dei Caraibi 2012 - 1º turno                                       | -                                                                       |                                                                         |
| 12-12-2012                                                              | North Sound                                                             | Giamaica                                                                | 0 – 1                                                                   | Cuba                                                                    | Coppa dei Caraibi 2012 - 1º turno                                       | -                                                                       | 85’                                                                     |
| 4-6-2013                                                                | Kingston                                                                | Giamaica                                                                | 0 – 1                                                                   | Messico                                                                 | Qual. Mondiali 2014                                                     | -                                                                       |                                                                         |
| 7-6-2013                                                                | Kingston                                                                | Giamaica                                                                | 1 – 2                                                                   | Stati Uniti                                                             | Qual. Mondiali 2014                                                     | -                                                                       |                                                                         |
| 11-6-2013                                                               | Tegucigalpa                                                             | Honduras                                                                | 2 – 0                                                                   | Giamaica                                                                | Qual. Mondiali 2014                                                     | -                                                                       |                                                                         |
| 6-9-2013                                                                | Panama                                                                  | Panama                                                                  | 0 – 0                                                                   | Giamaica                                                                | Qual. Mondiali 2014                                                     | -                                                                       | 44’                                                                     |
| 15-10-2013                                                              | Kingston                                                                | Giamaica                                                                | 2 – 2                                                                   | Honduras                                                                | Qual. Mondiali 2014                                                     | -                                                                       | 62’                                                                     |
| 15-11-2013                                                              | Montego Bay                                                             | Giamaica                                                                | 0 – 1                                                                   | Trinidad e Tobago                                                       | Amichevole                                                              | -                                                                       |                                                                         |
| 19-11-2013                                                              | Port of Spain                                                           | Trinidad e Tobago                                                       | 2 – 0                                                                   | Giamaica                                                                | Amichevole                                                              | -                                                                       |                                                                         |
| 2-3-2014                                                                | Waterford                                                               | Barbados                                                                | 0 – 2                                                                   | Giamaica                                                                | Amichevole                                                              | -                                                                       | 86’                                                                     |
| 5-3-2014                                                                | Gros Islet                                                              | Saint Lucia                                                             | 0 – 5                                                                   | Giamaica                                                                | Amichevole                                                              | -                                                                       |                                                                         |
| 5-3-2014                                                                | Harrison                                                                | Giamaica                                                                | 1 – 2                                                                   | Serbia                                                                  | Amichevole                                                              | -                                                                       |                                                                         |
| 9-9-2014                                                                | Toronto                                                                 | Canada                                                                  | 3 – 1                                                                   | Giamaica                                                                | Amichevole                                                              | -                                                                       | 12’ 69’                                                                 |
| 10-10-2014                                                              | Niigata                                                                 | Giappone                                                                | 1 – 0                                                                   | Giamaica                                                                | Amichevole                                                              | -                                                                       |                                                                         |
| 12-11-2014                                                              | Montego Bay                                                             | Martinica                                                               | 1 – 1                                                                   | Giamaica                                                                | Coppa dei Caraibi 2014 - 1º turno                                       | -                                                                       | 82’                                                                     |
| 14-11-2014                                                              | Montego Bay                                                             | Giamaica                                                                | 3 – 0                                                                   | Antigua e Barbuda                                                       | Coppa dei Caraibi 2014 - 1º turno                                       | -                                                                       |                                                                         |
| 16-11-2014                                                              | Montego Bay                                                             | Giamaica                                                                | 2 – 0                                                                   | Haiti                                                                   | Coppa dei Caraibi 2014 - 1º turno                                       | -                                                                       |                                                                         |
| 18-11-2014                                                              | Montego Bay                                                             | Giamaica                                                                | 0 – 0 dts (4 – 3 dtr)                                                   | Trinidad e Tobago                                                       | Coppa dei Caraibi 2014 - Finale                                         | -                                                                       |                                                                         |
| 14-7-2015                                                               | Toronto                                                                 | Giamaica                                                                | 1 – 0                                                                   | El Salvador                                                             | Gold Cup 2015 - 1º turno                                                | -                                                                       | 70’                                                                     |
| 4-9-2015                                                                | Kingston                                                                | Giamaica                                                                | 2 – 3                                                                   | Nicaragua                                                               | Qual. Mondiali 2018                                                     | -                                                                       | 76’                                                                     |
| 8-9-2015                                                                | Managua                                                                 | Nicaragua                                                               | 0 – 2                                                                   | Giamaica                                                                | Qual. Mondiali 2018                                                     | -                                                                       | 78’                                                                     |
| 13-11-2015                                                              | Kingston                                                                | Giamaica                                                                | 0 – 2                                                                   | Panama                                                                  | Qual. Mondiali 2018                                                     | -                                                                       | 70’                                                                     |
| 17-11-2015                                                              | Port-au-Prince                                                          | Haiti                                                                   | 0 – 1                                                                   | Giamaica                                                                | Qual. Mondiali 2018                                                     | -                                                                       |                                                                         |
| 25-3-2016                                                               | Kingston                                                                | Giamaica                                                                | 1 – 1                                                                   | Costa Rica                                                              | Qual. Mondiali 2018                                                     | -                                                                       |                                                                         |
| 29-3-2016                                                               | San José                                                                | Costa Rica                                                              | 3 – 0                                                                   | Giamaica                                                                | Qual. Mondiali 2018                                                     | -                                                                       |                                                                         |
| 6-9-2016                                                                | Kingston                                                                | Giamaica                                                                | 0 – 2                                                                   | Haiti                                                                   | Qual. Mondiali 2018                                                     | -                                                                       | 61’                                                                     |
| 3-2-2017                                                                | Chattanooga                                                             | Stati Uniti                                                             | 1 – 0                                                                   | Giamaica                                                                | Amichevole                                                              | -                                                                       |                                                                         |
| 5-2-2017                                                                | Arequipa                                                                | Perù                                                                    | 3 – 1                                                                   | Giamaica                                                                | Amichevole                                                              | -                                                                       | 76’                                                                     |
| 9-7-2017                                                                | San Diego                                                               | Curaçao                                                                 | 0 – 2                                                                   | Giamaica                                                                | Gold Cup 2017 - 1º turno                                                | -                                                                       | 83’                                                                     |
| 13-7-2017                                                               | Denver                                                                  | Messico                                                                 | 0 – 0                                                                   | Giamaica                                                                | Gold Cup 2017 - 1º turno                                                | -                                                                       |                                                                         |
| 16-7-2017                                                               | San Antonio                                                             | Giamaica                                                                | 1 – 1                                                                   | El Salvador                                                             | Gold Cup 2017 - 1º turno                                                | -                                                                       |                                                                         |
| 20-7-2017                                                               | Glendale                                                                | Giamaica                                                                | 2 – 1                                                                   | Canada                                                                  | Gold Cup 2017 - Quarti di finale                                        | -                                                                       |                                                                         |
| 23-7-2017                                                               | Pasadena                                                                | Messico                                                                 | 0 – 1                                                                   | Giamaica                                                                | Gold Cup 2017 - Semifinale                                              | -                                                                       |                                                                         |
| 26-7-2017                                                               | Santa Clara                                                             | Stati Uniti                                                             | 2 – 1                                                                   | Giamaica                                                                | Gold Cup 2017 - Finale                                                  | -                                                                       |                                                                         |
| 2-9-2017                                                                | Toronto                                                                 | Canada                                                                  | 2 – 0                                                                   | Giamaica                                                                | Amichevole                                                              | -                                                                       |                                                                         |
| 23-3-2019                                                               | San Salvador                                                            | El Salvador                                                             | 2 – 0                                                                   | Giamaica                                                                | Qual. CONCACAF Nations League 2019-2020                                 | -                                                                       |                                                                         |
| 26-3-2019                                                               | San José                                                                | Costa Rica                                                              | 1 – 0                                                                   | Giamaica                                                                | Amichevole                                                              | -                                                                       |                                                                         |
| 5-6-2019                                                                | Washington                                                              | Stati Uniti                                                             | 0 – 1                                                                   | Giamaica                                                                | Amichevole                                                              | -                                                                       |                                                                         |
| 17-6-2019                                                               | Kingston                                                                | Giamaica                                                                | 3 – 2                                                                   | Honduras                                                                | Gold Cup 2019 - 1º turno                                                | -                                                                       |                                                                         |
| 21-6-2019                                                               | Houston                                                                 | El Salvador                                                             | 0 – 0                                                                   | Giamaica                                                                | Gold Cup 2019 - 1º turno                                                | -                                                                       |                                                                         |
| 25-6-2019                                                               | Los Angeles                                                             | Giamaica                                                                | 1 – 1                                                                   | Curaçao                                                                 | Gold Cup 2019 - 1º turno                                                | -                                                                       |                                                                         |
| 30-6-2019                                                               | Filadelfia                                                              | Giamaica                                                                | 1 – 0                                                                   | Panama                                                                  | Gold Cup 2019 - Quarti di finale                                        | -                                                                       |                                                                         |
| 3-7-2019                                                                | Nashville                                                               | Giamaica                                                                | 1 – 3                                                                   | Stati Uniti                                                             | Gold Cup 2019 - Semifinale                                              | -                                                                       |                                                                         |
| 6-9-2019                                                                | Montego Bay                                                             | Giamaica                                                                | 6 – 0                                                                   | Antigua e Barbuda                                                       | CONCACAF Nations League 2019-2020 - 1º turno                            | -                                                                       |                                                                         |
| 9-9-2019                                                                | Leonora                                                                 | Guyana                                                                  | 0 – 4                                                                   | Giamaica                                                                | CONCACAF Nations League 2019-2020 - 1º turno                            | 2                                                                       | 62’                                                                     |
| 12-10-2019                                                              | Kingston                                                                | Giamaica                                                                | 2 – 0                                                                   | Aruba                                                                   | CONCACAF Nations League 2019-2020 - 1º turno                            | -                                                                       |                                                                         |
| 15-10-2019                                                              | Willemstad                                                              | Aruba                                                                   | 0 – 6                                                                   | Giamaica                                                                | CONCACAF Nations League 2019-2020 - 1º turno                            | -                                                                       | 54’                                                                     |
| 15-11-2019                                                              | Saint John's                                                            | Antigua e Barbuda                                                       | 0 – 2                                                                   | Giamaica                                                                | CONCACAF Nations League 2019-2020 - 1º turno                            | -                                                                       |                                                                         |
| 18-11-2019                                                              | Montego Bay                                                             | Giamaica                                                                | 1 – 1                                                                   | Guyana                                                                  | CONCACAF Nations League 2019-2020 - 1º turno                            | -                                                                       |                                                                         |
| 12-7-2021                                                               | Orlando                                                                 | Giamaica                                                                | 2 – 0                                                                   | Suriname                                                                | Gold Cup 2021 - 1º turno                                                | -                                                                       | 72’                                                                     |
| 16-7-2021                                                               | Orlando                                                                 | Guatemala                                                               | 1 – 2                                                                   | Giamaica                                                                | Gold Cup 2021 - 1º turno                                                | -                                                                       | 63’                                                                     |
| 25-7-2021                                                               | Arlington                                                               | Stati Uniti                                                             | 1 – 0                                                                   | Giamaica                                                                | Gold Cup 2021 - Quarti di finale                                        | -                                                                       | 28’                                                                     |
| 2-9-2021                                                                | Città del Messico                                                       | Messico                                                                 | 2 – 1                                                                   | Giamaica                                                                | Qual. Mondiali 2022                                                     | -                                                                       |                                                                         |
| 5-9-2021                                                                | Kingston                                                                | Giamaica                                                                | 0 – 3                                                                   | Panama                                                                  | Qual. Mondiali 2022                                                     | -                                                                       | 70’                                                                     |
| 8-9-2021                                                                | San José                                                                | Costa Rica                                                              | 1 – 1                                                                   | Giamaica                                                                | Qual. Mondiali 2022                                                     | -                                                                       |                                                                         |
| 7-10-2021                                                               | Austin                                                                  | Stati Uniti                                                             | 2 – 0                                                                   | Giamaica                                                                | Qual. Mondiali 2022                                                     | -                                                                       | 84’                                                                     |
| 10-10-2021                                                              | Kingston                                                                | Giamaica                                                                | 0 – 0                                                                   | Canada                                                                  | Qual. Mondiali 2022                                                     | -                                                                       | 38’                                                                     |
| 27-1-2022                                                               | Kingston                                                                | Giamaica                                                                | 3 – 0                                                                   | Messico                                                                 | Qual. Mondiali 2022                                                     | -                                                                       | 80’                                                                     |
| Totale                                                                  |                                                                         | Presenze                                                                | 58                                                                      |                                                                         | Reti                                                                    | 2                                                                       |                                                                         |

## Palmarès

### Club

#### Competizioni nazionali
- National Premier League: 1

Portmore Utd: 2012
- Campionato MLS: 1

Portland Timbers: 2015
- MLS Supporters' Shield: 1

FC Cincinnati: 2023